# Ilja Zacharov
Ilja Leonidovič Zacharov (rusky Илья Леонидович Захаров; 2. května 1991, Leningrad, Sovětský svaz) je ruský skokan do vody. Na Letních olympijských hrách v Londýně získal zlatou medaili ve skocích z třímetrového prkna. Společně s Jevgenijem Kuzněcovem získal i stříbro v synchronizovaných skocích z třímetrového prkna.